# キングデヴィッド
キングデヴィッドは、アメリカの競走馬、トルコの種牡馬。主な勝ち鞍は2012年のジャマイカハンデキャップ。
日本からアメリカに種牡馬として輸出されたハットトリックの初年度産駒で、2011年にフランスでG1を2勝したダビルシムに続いてアメリカで最初にG1に勝利した同馬の産駒である。引退後はトルコで種牡馬入りし、同国のダービー馬の父になった。
馬名はキングデイヴィッドともカナ表記される。
なお、2015年デンマーク産の同名馬King David(DEN)がいるが、本項では2009年アメリカ産のKing David(USA)について記述する。

## 戦績
2011年10月4日、インディアナ州フージャーパーク競馬場でダートの2歳未勝利戦に初出走し、年内に4戦するが勝ち上がることができなかった。5か月の間隔を開けて3歳時の2012年5月にオールウェザーの未勝利クレーミング競走（出走馬が売りに出される競走）に出走し初勝利を挙げると、6月から芝のクレーミング競走を4連勝し、最後のクレーミング競走でマイケル・メイカー調教師に3万5000ドル（当時のレートで約280万円）で購入されて転厩した。
2012年10月6日、転厩初戦にニューヨーク州ベルモントパーク競馬場で3歳馬限定の芝GI競走ジャマイカハンデキャップ（現在のベルモントダービーインビテーショナルステークス）に出走。GIはおろかステークス競走も初出走であるキングデヴィッドは出走7頭中でハンデ6番目の負担重量115ポンド、6番人気の単勝28倍という低評価であったが、スローペースを演出して逃げ粘った5番人気キングクリーサを3番手追走からゴール前でとらえ、半馬身差をつけて優勝した。
次走のGIIIコモンウェルスターフステークスは一転して出走14頭中トップタイの123ポンドを課せられるが、僅差の2着で前走が単なるフロックでなかったことを証明した。続いてクレーミングクラウンエメラルドステークス4着、ジョンBコナリーターフカップステークス2着とステークス競走で入着を続けるが、軽度の故障があり、8か月間隔を開けて出走した2013年9月の一般競走（アローワンス）に優勝した後は勝ち星から遠ざかった。
2013年、トルコダービーのガジ賞（ガジダービー）をディヴァインライト産駒のディヴァインハートが優勝したことからサンデーサイレンス系の種牡馬がトルコの競走馬生産に適していると考えた同国のオーナーブリーダーのフェダイ・カフラマンは、メイカー調教師にキングデヴィッドの購入を打診したが、売却を断られた。2014年には一般競走でもまったく勝てなくなっていたキングデヴィッドは同年末から再びクレーミング条件で出走するようになり、2015年10月2日のクレーミング競走でカフラマンによって2年越しで購入された。
毎年9月にイスタンブールで開催される国際競走のG2トプカプトロフィーに出走させてから種牡馬入りするプランもあったが、すでにピークを過ぎた6歳秋に購入されたため、アメリカで1走した後に翌年のトプカプトロフィーを待たずに引退し、トルコで種牡馬入りした。

## 競走成績

### 競走成績
以下の内容は、Equibaseの情報に基づく。
| 出走日     | 競馬場                 | 競走名                   | 格   | コース | 距離 | 着順 | 騎手          | 着差      | 1着（2着）馬       |
| ---------- | ---------------------- | ------------------------ | ---- | ------ | ---- | ---- | ------------- | --------- | ------------------ |
| 2011.10.04 | フージャーパーク       | 未勝利                   |      | D      | 6f   | 7着  | T.Turner      | 14馬身1/2 | Sherp              |
| 0000.11.16 | チャーチルダウンズ     | 未勝利                   |      | D      | 8.5f | 7着  | R.Vazquez     | 23馬身    | Gold Megillah      |
| 0000.11.26 | チャーチルダウンズ     | 未勝利                   |      | 芝     | 9f   | 7着  | O.Rossi       | 13馬身3/4 | Red Jack           |
| 0000.12.31 | ホーソーン             | 未勝利                   |      | D      | 6f   | 4着  | F.Torres      | 5馬身     | Latent Rush        |
| 2012.05.25 | アーリントン           | 未勝利クレーミング       |      | AW     | 6.5f | 1着  | Q.Hamilton    | アタマ    | (Trickeroy)        |
| 0000.06.06 | アーリントン           | クレーミング             |      | 芝     | 5.5f | 2着  | Q.Hamilton    | 半馬身    | Fairy Cat          |
| 0000.06.27 | アーリントン           | クレーミング             |      | 芝     | 8f   | 1着  | Q.Hamilton    | クビ      | (Dancing Rock)     |
| 0000.07.15 | アーリントン           | クレーミング             |      | 芝     | 8f   | 1着  | Q.Hamilton    | アタマ    | (Tragic Magic)     |
| 0000.08.13 | サラトガ               | クレーミング             |      | 芝     | 8.5f | 1着  | R.Dominguez   | 3馬身1/4  | (Reserve Currency) |
| 0000.09.13 | ベルモントパーク       | クレーミング             |      | 芝     | 8.5f | 1着  | R.Dominguez   | 1馬身1/4  | (See Me Proud)     |
| 0000.10.06 | ベルモントパーク       | ジャマイカH              | GI   | 芝     | 9f   | 1着  | R.Napravnik   | 半馬身    | (King Kreesa)      |
| 0000.12.17 | チャーチルダウンズ     | コモンウェルスターフS    | GIII | 芝     | 8.5f | 2着  | J.Leparoux    | 3/4馬身   | Lea                |
| 0000.12.01 | ガルフストリームパーク | CCエメラルドS            |      | 芝     | 8.5f | 4着  | E.Prado       | 1馬身1/2  | Nikki's Sandcastle |
| 2013.01.26 | サムヒューストン       | ジョンBコナリーTCS       | GIII | 芝     | 9f   | 2着  | R.Napravnik   | 2馬身3/4  | Swift Warrior      |
| 0000.09.29 | チャーチルダウンズ     | 一般競走                 |      | 芝     | 8f   | 1着  | R.Napravnik   | 1馬身3/4  | (Street Serenade)  |
| 0000.12.21 | フェアグラウンズ       | BディルベルトメモリアルH |      | 芝     | 8.5f | 6着  | R.Napravnik   | 9馬身     | Daddy Nose Best    |
| 2014.01.25 | サムヒューストン       | ジョンBコナリーTCS       | GIII | 芝     | 9f   | 4着  | R.Napravnik   | 2馬身     | Admiral Kitten     |
| 0000.03.23 | ガルフストリームパーク | クレーミング馬限定       |      | 芝     | 8.5f | 6着  | L.Saez        | 3馬身1/2  | Zane               |
| 0000.05.09 | チャーチルダウンズ     | 一般競走                 |      | 芝     | 8.5f | 9着  | R.Albarado    | 3馬身     | Villandry          |
| 0000.06.20 | チャーチルダウンズ     | 一般競走                 |      | 芝     | 9f   | 5着  | R.Albarado    | 4馬身1/2  | Avanzare           |
| 0000.07.22 | インディアナポリス     | 一般競走                 |      | 芝     | 8.5f | 3着  | F.Torres      | 3馬身     | Red Strike         |
| 0000.09.13 | チャーチルダウンズ     | 一般競走                 |      | 芝     | 8f   | 5着  | M.Pedroza,Jr. | 9馬身1/4  | Free World         |
| 0000.11.07 | チャーチルダウンズ     | 一般競走                 |      | 芝     | 8f   | 5着  | C.Lanerie     | 7馬身3/4  | Silver Freak       |
| 0000.11.22 | チャーチルダウンズ     | クレーミング             |      | 芝     | 8f   | 6着  | J.Castanon    | 7馬身1/2  | Paroled            |
| 0000.12.14 | ターフウェイパーク     | 一般競走                 |      | AW     | 8.5f | 6着  | J.Castanon    | 9馬身     | Taken by the Storm |
| 2015.08.08 | インディアナポリス     | 一般競走                 |      | 芝     | 7.5f | 9着  | A.Jimenez     | 6馬身1/2  | Forever Sure       |
| 0000.09.15 | インディアナポリス     | クレーミング             |      | 芝     | 7.5f | 4着  | F.De La Cruz  | 2馬身1/4  | Bell by the Ridge  |
| 0000.10.02 | インディアナポリス     | クレーミング             |      | 芝     | 8f   | 3着  | F.De La Cruz  | 半馬身    | Sweet Daddy        |
| 0000.10.21 | インディアナポリス     | 一般競走                 |      | 芝     | 8.5f | 7着  | C.Lugo        | 4馬身1/2  | Shock Leader       |

## 引退後
2016年からトルコで種牡馬として供用されたが、同年にスタッドインしたディープインパクト産駒の日本産種牡馬スマートロビンが100頭以上の繁殖牝馬を集めたのと比べ、キングデヴィッドの種付け数は15頭（うち8頭は所有者カフラマンの持ち馬）にとどまった。
2019年に産駒がデビューしてからも毎年の出走産駒数は20頭前後に過ぎないが、供用2年目の少ない産駒の中から2021年にガジ賞（ガジダービー）に優勝し同年の年度代表馬に選ばれたブルガスを輩出し、2023年には種付け繁殖牝馬数が100頭を超える人気種牡馬となった。

### 主な産駒
太字はトルコ国内G1。
- 2018年産
  - Burgas / ブルガス[20] - ガジ賞、アンカラ賞、トルコ大統領賞、ハリチ賞、トルコジョッキークラブ賞、アヴラシア賞、ファーティフ・スルタン・メフメト賞、メフメト・アーキフ・エルソイ賞、ジェラル・バヤル賞、イスメト・イノニュ賞、フェヴズィ・チャクマク賞
- 2020年産
  - Lion Victory / ライオンヴィクトリー[21] - カライェル賞、サカリヤ賞、トルコ競走馬生産者馬主協会賞、トラキヤ賞、無名G3競走

## 血統表
| キングデヴィッドの血統        | キングデヴィッドの血統                | キングデヴィッドの血統 | （血統表の出典） | （血統表の出典） |
| 父系                          | ヘイロー系                            | ヘイロー系             | ヘイロー系       | [ § 2 ]          |
| 父 ハットトリック 2001 黒鹿毛 | 父の父*サンデーサイレンス 1986 青鹿毛 | Halo                   | Hail to Reason   | Hail to Reason   |
| 父 ハットトリック 2001 黒鹿毛 | 父の父*サンデーサイレンス 1986 青鹿毛 | Halo                   | Cosmah           |                  |
| 父 ハットトリック 2001 黒鹿毛 | 父の父*サンデーサイレンス 1986 青鹿毛 | Wishing Well           | Understanding    | Understanding    |
| 父 ハットトリック 2001 黒鹿毛 | 父の父*サンデーサイレンス 1986 青鹿毛 | Wishing Well           | Mountain Flower  |                  |
| 父 ハットトリック 2001 黒鹿毛 | 父の母*トリッキーコード 1991 青鹿毛   | Lost Code              | Codex            | Codex            |
| 父 ハットトリック 2001 黒鹿毛 | 父の母*トリッキーコード 1991 青鹿毛   | Lost Code              | Loss Or Gain     |                  |
| 父 ハットトリック 2001 黒鹿毛 | 父の母*トリッキーコード 1991 青鹿毛   | Dam Clever             | Damascus         | Damascus         |
| 父 ハットトリック 2001 黒鹿毛 | 父の母*トリッキーコード 1991 青鹿毛   | Dam Clever             | Clever Bird      |                  |
| 母 Storm West 1999 黒鹿毛     | 母の父Gone West 1984 鹿毛             | Mr. Prospector         | Raise a Native   | Raise a Native   |
| 母 Storm West 1999 黒鹿毛     | 母の父Gone West 1984 鹿毛             | Mr. Prospector         | Gold Digger      |                  |
| 母 Storm West 1999 黒鹿毛     | 母の父Gone West 1984 鹿毛             | Secrettame             | Secretariat      | Secretariat      |
| 母 Storm West 1999 黒鹿毛     | 母の父Gone West 1984 鹿毛             | Secrettame             | Tamerett         |                  |
| 母 Storm West 1999 黒鹿毛     | 母の母Storm Attack 1992 鹿毛          | Storm Bird             | Northen Dancer   | Northen Dancer   |
| 母 Storm West 1999 黒鹿毛     | 母の母Storm Attack 1992 鹿毛          | Storm Bird             | South Ocean      |                  |
| 母 Storm West 1999 黒鹿毛     | 母の母Storm Attack 1992 鹿毛          | Hortensia              | Luthier          | Luthier          |
| 母 Storm West 1999 黒鹿毛     | 母の母Storm Attack 1992 鹿毛          | Hortensia              | Helenouchka      |                  |
| 母系(F-No.)                   | (FN:F4-j)                             | (FN:F4-j)              | (FN:F4-j)        | [ § 3 ]          |
| 5代内の近親交配               | アウトブリード                        | アウトブリード         | アウトブリード   | [ § 4 ]          |
| 出典                          | 1. 2. 3. 4.                           | 1. 2. 3. 4.            | 1. 2. 3. 4.      | 1. 2. 3. 4.      |

- 甥（半妹の仔）に2022年の米G1シャンペンステークスの勝ち馬Blazing Sevens[22]。
- 3代母（曽祖母）Hortensiaは1980年の仏G2オペラ賞、G3クレオパトル賞（英語版）の勝ち馬[23]。